# 9K32 Strela-2

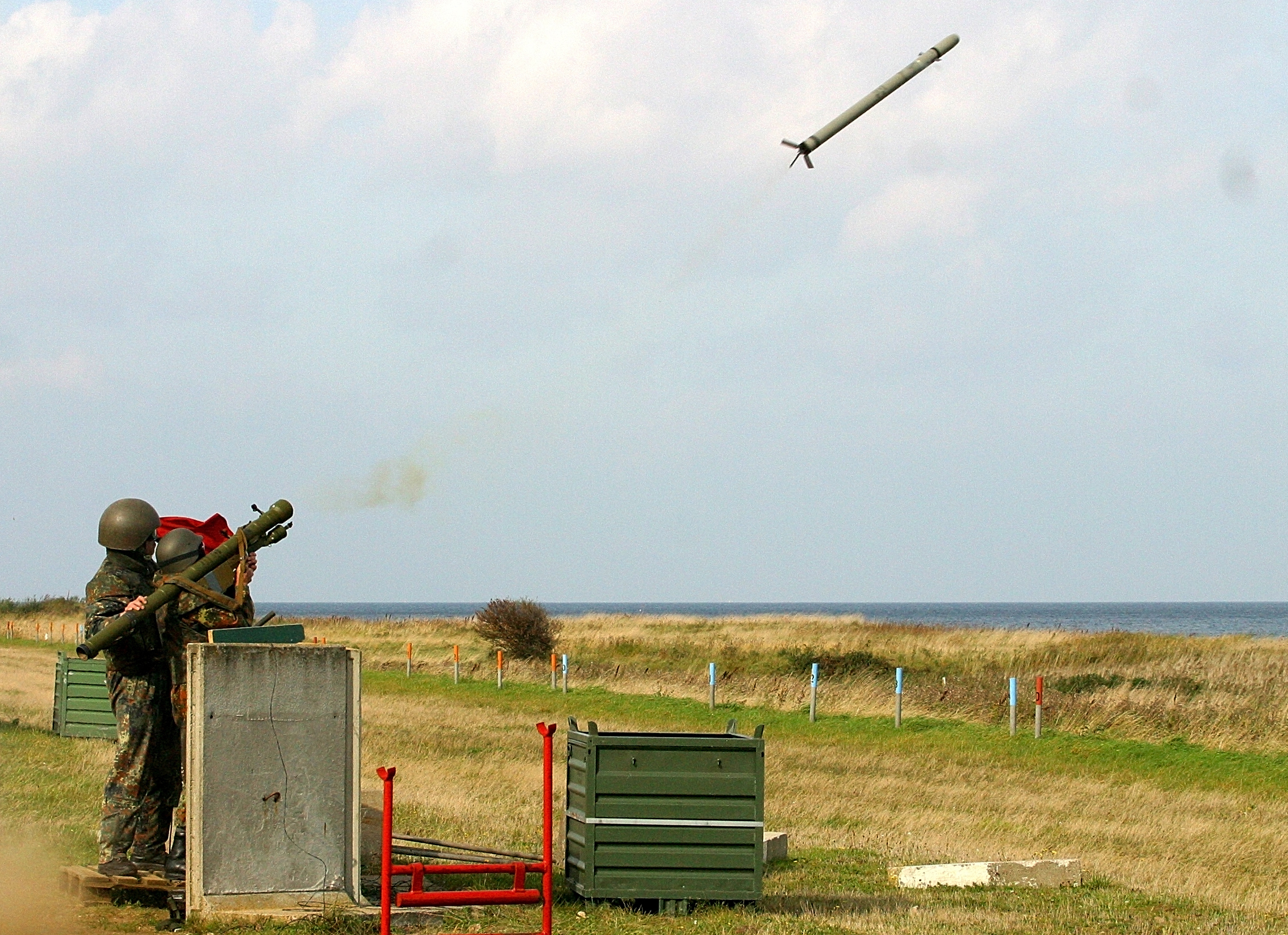
Tyska reservister övar med en Strela-2 övertagen från Nationale Volksarmee.

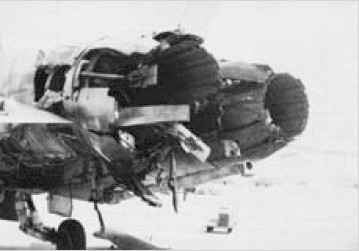
En F/A-18 Hornet som blivit träffad av en Strela-robot under Kuwaitkriget.

9K32 Strela-2 (ryska: 9К32 Стрела-2 (pil), NATO-rapporteringsnamn SA-7 Grail) är en sovjetisk bärbar luftvärnsrobot. Det var östblockets första bärbara luftvärnsrobot och den har exporterats till många länder och använts i ett flertal konflikter.

## Utveckling
Det sovjetiska luftvärnet utvecklades under 1950-talet huvudsakligen för att försvara moderlandet mot kärnvapenanfall vilket ledde fram till tunga robotsystem som S-25 Berkut och S-75 Dvina. Koreakriget visade dock att kärnvapenkrig ingalunda var det enda tänkbara framtida krigsfallet och att USA:s flygvapen var slagkraftigt även utan kärnvapen.
Därför började Sovjetunionen att utveckla luftvärnssystem för att skydda arméenheter mot flyganfall. 9K32 Strela-2 utvecklades parallellt med 9K31 Strela-1, men det var bara Strela-2 som kunde göras tillräckligt liten för att kunna bäras och avfyras från axeln. Mycket tack vare att Sovjet fick tillgång till detaljerad information om den amerikanska luftvärnsroboten FIM-43 Redeye. Trots det blev Strela-2 inte någon direkt kopia av sin amerikanska motsvarighet på samma sätt som Vympel K-13.
Den första versionen hade många nackdelar; Sensorelementen bestod av blysulfid utan kylning vilket gjorde att roboten bara kunde avfyras mot mål bakifrån där de heta avgaserna gjorde utslag i sensorn. Den kunde lätt vilseledas av skenmål och facklor och laddningen var för ofta liten för att orsaka allvarlig skada i målet. Därför började redan 1968 utvecklingen av en förbättrad version kallad 9K32M Strela-2M. Den behöll samma målsökare, men den programmerades om för att få en begränsad förmåga att kunna anfalla mål även framifrån. Det visade sig fungera mot helikoptrar och propellerdrivna flygplan långsammare än 550 km/h, men inte mot jetflygplan. Den kompakta designen gjorde att den inte kunde förses med en större sprängladdning, i stället byttes sprängämnet, som tidigare var TNT, ut mot det kraftigare HMX. Strela-2M fick även en kraftigare motor som både ökade maximala räckvidden till 4200 meter och gjorde att den kunde hinna upp mål som flög i upp till 935 km/h mot tidigare 790 km/h.

## Användning

### Egypten
Strela-2 användes första gången av egyptiska trupper under utnötningskriget då de sköt ner en israelisk A-4 Skyhawk den 19 augusti 1969. Ytterligare ett hundratal robotar avlossades under 1970 varav ca en tredjedel träffade. Under oktoberkriget avlossades flera hundra Strela-2, men då hade israeliska flygvapnet förlängt motorutblåset på sina Skyhawks vilket gjorde det svårare för Strela-robotarna att se de hetaste delarna av motorn. Det gjorde också att de robotar som träffade detonerade längre bak där de gjorde mindre skada.

### Vietnam
Under Vietnamkriget användes Strela-robotar av Vietnams folkarmé från 1970 och framåt. Totalt antas 40–50 flygplan och helikoptrar ha skjutits ner av Strela-robotar, men av dem var endast två jetflygplan; En amerikansk A-4 Skyhawk och en sydvietnamesisk F-5 Freedom Fighter. Robotens målsökare kunde inte låsa på jetflygplan framifrån och roboten hade svårt att hinna upp dem bakifrån.
I slutet av 1980-talet användes Strela-robotar igen under gränskonflikten med Thailand vilket resulterade i två nedskjutna thailändska F-5E Tiger II.

### Afrika
Under Rhodesiska bushkriget användes Strela-robotar av ZIPRA-rebeller för att skjuta ner två civila Vickers Viscount tillhörande Air Rhodesia. I det ena fallet överlevde 18 passagerare den efterföljande kraschen, men 10 av dem avrättades av ZIPRA på kraschplatsen.
Strela-robotar har även använts mot Portugals flygvapen i Guinea-Bissau och Moçambique vilket resulterade i två nedskjutna Fiat G.91 och en Dornier Do 27.
Både UNITA och MPLA i Angola har använt Strela-robotar, först mot sydafrikanska flygvapnet och senare av UNITA mot kubanska och angolanska flygplan. 

### Afghanistan
Efter Sovjetunionens invasion av Afghanistan användes Strela-robotar av Mujaheddin mot sovjetiska helikoptrar. Erfarenheterna från kriget i Afghanistan gjorde att Röda armén snart utrustade sina Mil-24 med IR-dämpare på motorutblåsen vilket gjorde dem i stort sett osynliga för Strela-robotarnas målsökare.

### Libanon
Under Inbördeskriget i Libanon genomförde USA:s flotta flyganfall mot syriska robotbatterier öster om Beirut. Tre flygplan sköts ner, två A-7 Corsair II och en A-6 Intruder, troligen av Strela-robotar.

### Irak
Under Operation Desert Storm sköts en amerikansk AC-130H Spectre ner av en irakisk Strela-2. Samtliga 14 ombord omkom. 
Under 1990-talet använde PKK Strela-robotar mot turkiska armén vilket resulterade i förlusten av en AS532 Cougar och en AH-1W Super Cobra.
I april 2005 sköts en Mi-8 tillhörande Blackwater USA ner av Islamiska armén i Irak, antagligen med en Strela-2M. En videoupptagning av nedskjutningen släpptes på internet.